# Festival de Cine Fantástico Internacional de París
El Festival de Cine Fantástico Internacional de Paris (PIFFF por sus siglas en inglés) se creó en 2011 de la mano de la asociación París Ciné Fantastique como lugar de encuentro para películas de horror, suspenso y ciencia ficción. Se celebra en París todos los años en el mes de diciembre y recientemente ha recibido cobertura en directo de las cadena de televisión Ciné+ y de la revista Mad Movies. El festival tiene premios para largometrajes y cortometrajes. La edición de 2018 contó con 26 películas presentadas durante 8 días y atrajo a más de 10.000 espectadores, lo que le conviernte en uno de los festivales de cine más grandes en la ciudad de París.
La revista MovieMaker llamó al festival una "plataforma internacional para talento nuevo prometedor". El festival se celebra histórico teatro Max Linder Panorama en París. En 2018 festival fue interrumpido en repetidas ocasiones por el movimiento de los chalecos amarillos.

## Ganadores del Ojo Dorado a la mejor película[9]
| Año  | Título de película          | Director                       |
| ---- | --------------------------- | ------------------------------ |
| 2011 | Bellflower                  | Evan Glodell                   |
| 2012 | El Cuerpo                   | Oriol Paulo                    |
| 2013 | Cheap Thrills               | E. L. Katz                     |
| 2014 | Primavera                   | Justin Benson & Aaron Moorhead |
| 2015 | Don't Grow Up               | Thierry Poiraud                |
| 2016 | Grave                       | Julia Ducournau                |
| 2017 | Los tigres No Son Temerosos | Issa López                     |
| 2018 | Freaks                      | Adam Stein & Zach Lipovsky     |
| 2019 | Why don't you just die      | Kirill Sokolov                 |

## Otros festivales de cine de género
- Sitges Festival de cine
- Fantasporto
- Festival de cine internacional de Fantasía
- Fantástico Fest
- Festival de Cine de Horror Screamfest
- Festival de Cine Fantástico Internacional de Puchon
- Muerto al Amanecer
- Fantafestival
- Festival Internacional de Cine de Horror y Ciencia Ficción
- Festival de cine de Horror de Ciudad de Nueva York
- Festival de Cine After Dark de Toronto
- TromaDance
- Bruselas Festival de cine Fantástico Internacional